# Oedalea stigmatella
Oedalea stigmatella är en tvåvingeart som beskrevs av Zetterstedt 1842. Oedalea stigmatella ingår i släktet Oedalea och familjen puckeldansflugor. Arten är reproducerande i Sverige. Inga underarter finns listade i Catalogue of Life.